# 노바백스 코로나19 백신
노바백스 코로나19 백신(개발명: NVX-CoV2373)은 미국의 제약사 노바백스가 개발한 코로나19 백신이다.

## 개요
이 백신은 합성항원백신으로, 영상 2-8도에서 보관이 가능하다. 1차 접종 후 21일 후 2차 접종을 해야 항체가 형성된다.

## 현황
2020년 5월 27일 이 백신에 대한 임상 1상이 시작되었다.
8월 18일, 남아프리카공화국에서 임상 2상이 시작되었고, 곧이어 그해 9월 24일 영국에서 임상 3상을 시작했다.
12월 7일, 미국과 멕시코에서 임상 3상을 진행하기 시작했다. 최종 임상 결과는 2021년 1분기에 나올 것이라고 밝혔다.
2021년 3월 12일. 노바백스는 영국 임상 결과를 발표했다. 일반 코로나19에는 96.4%, 영국 변이에는 86.3%, 중증 예방에는 100%의 효과를 보였다고 발표했다.
2021년 6월 14일, 노바백스는 미국, 멕시코에서 만 18세 이상 3만명을 대상으로 진행한 3상에서 90.4%의 효능을 보였다고 발표했다. 시험 참가자 중 77명의 확진자가 발생했는데, 백신군에서 14명, 위약군에서 나머지 63명이 발생했다.
2021년 9월 23일. 노바백스는 세계보건기구(WHO)에 긴급사용승인을 신청했다.
2021년 11월 1일, 인도네시아에서 처음으로 긴급사용승인을 받았다. 영국도 긴급사용승인을 신청했다.
2021년 11월 17일, 필리핀에서 두번째로 긴급사용승인을 받았다.
2021년 11월 25일, 싱가포르에 잠정승인을 신청했다.
2021년 12월 17일, 세계보건기구는 인도 세럼인스티튜드에서 만든 노바백스 백신의 긴급사용을 승인했다.
2021년 12월 20일, 유럽의약품청은 노바백스 백신의 긴급사용을 승인했다.
2022년 1월 12일, 대한민국에서도 승인됐다.
2022년 1월 14일, 프랑스에서 승인된지 엿새만에 호주도 이 백신을 승인했다.
2022년 2월 14일, 국내에서 접종이 시작됐다.
2022년 2월 19일, 일본에서도 승인되었다.
2022년 7월 13일, 미국에서 네번째로 승인되었다.